# Xylosalsola
Xylosalsola is een geslacht uit de amarantenfamilie (Amaranthaceae). De soorten uit het geslacht komen voor van in zuidelijk Europees Rusland tot in Mongolië en Pakistan.

## Soorten
- Xylosalsola arbuscula (Pall.) Tzvelev
- Xylosalsola chiwensis (Popov) Akhani & Roalson
- Xylosalsola paletzkiana (Litv.) Akhani & Roalson
- Xylosalsola richteri (Moq.) Akhani & Roalson

... · 
Achyranthes · 
Aerva ·
Alternanthera ·
Amaranthus (Amarant) · 
Atriplex (Melde) · 
Axyris · 
Bassia (Zoutkruid) · 
Beta (Biet) · 
Blitum (Spiesganzenvoet) · 
Celosia · 
Chenopodium (Ganzenvoet) · 
Corispermum (Vlieszaad) · 
Dysphania · 
Halimione (Zoutmelde) · 
Halocnemum · 
Halothamnus · 
Haloxylon · 
Kochia · 
Krascheninnikovia · 
Polycnemum (Knarkruid) · 
Patellifolia · 
Ptilotus · 
Pupalia ·
Salicornia (Zeekraal) · 
Salsola (Loogkruid) · 
Spinacia · 
Suaeda · 
Traganum · 
...